# Historia der Geburt Christi (Schütz)

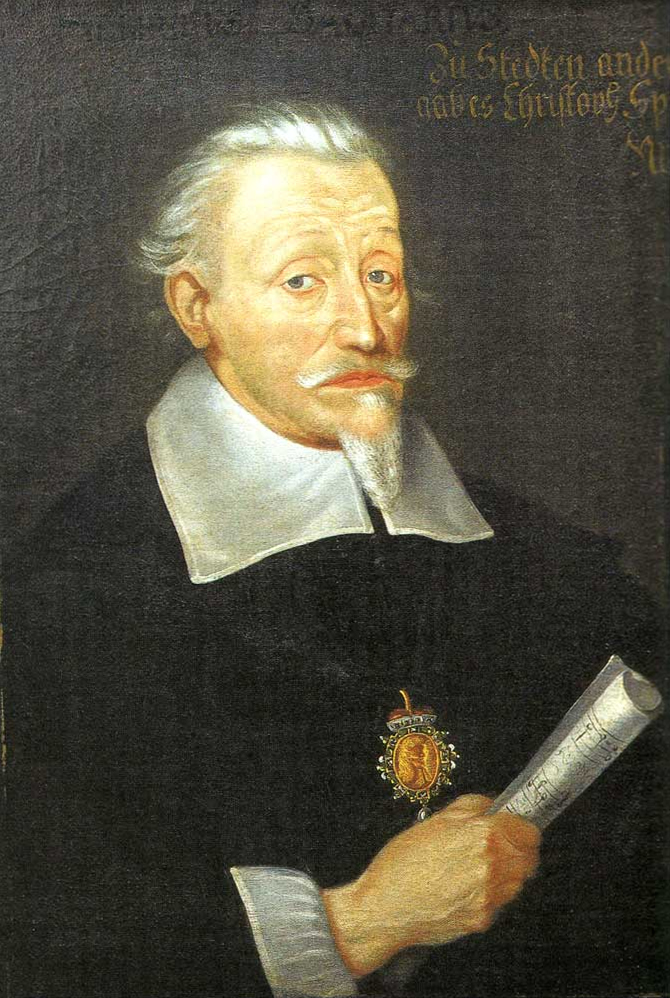
Der Komponist Heinrich Schütz, c. 1650–60, Porträt von Christoph Spetner

Die Historia der Geburt Christi, kurz Weihnachtshistorie, SWV 435, ist eine Historia von Heinrich Schütz, die das Evangelium, in diesem Fall der Weihnachtsgeschichte nach Lukas und Matthäus, in Musik setzt zur Verwendung im Gottesdienst als Evangelienlesung. Das Werk wurde in Dresden vermutlich 1660 erstmals aufgeführt und 1664 teilweise veröffentlicht.

## Geschichte
Der vollständigere Werktitel lautet: Historia der freuden- und gnadenreichen Geburt Gottes und Marien Sohnes Jesu Christi. Schütz hatte bereits 1623 eine Auferstehungshistorie komponiert, als er die Stelle als Kapellmeister am Hof des Kurfürsten von Dresden antrat. Die weihnachtliche Musik wurde wahrscheinlich erstmals 1660 in der Hofkapelle von Johann Georg II. im Weihnachtsgottesdienst aufgeführt. Schütz erwähnt den Kurfürsten in der Fortsetzung des langen Titels: „wie dieselbe auf Anordnung Johann Georgs des Anderen vocaliter und instrumentaliter in die Musik versetzet ist durch Heinrich Schütz“.
Der Text der Historia ist fast ausschließlich der Bibel in der Übersetzung von Martin Luther entnommen, gerahmt durch zwei Chorsätze, die Introduktion und den Beschluss, eine Übersetzung der Weihnachtssequenz „Grates nunc omnes“ von Johann Spangenberg (1545). Der Bibeltext von Lukas umfasst Lk 2,1–21 , der von Matthäus Mt 2,1–23 . Der Erzähler ist der Evangelist. Andere Personen der Handlung erscheinen in acht Abschnitten, die jeweils als Intermedium bezeichnet sind: der Verkündigungsengel, die himmlischen Heerscharen, die Hirten, die Weisen, Priester und Schriftgelehrte, Herodes, und ein Engel, der Joseph erscheint.
Der Komponist stimmte 1664 einer Veröffentlichung zu, die die Rezitative und den Text der anderen Teile enthielt. Ein Nachwort, das vermutlich vom Dresdner Kantor Alexander Hering verfasst wurde, vermittelt, dass Schütz glaubte, nur die „fürstlichen Kapellen“ könnten das Werk angemessen aufführen, doch bot er die weitere Musik zum Kauf auf Anfrage an. Als Philipp Spitta im späten 19. Jh. begann, die Werke von Heinrich Schütz neu zu verlegen, waren die Noten bis auf eine gedruckte Version der Rezitative mit unterlegtem Basso Continuo verschollen. Diese Rezitative wurden in Sämtliche Werke, Band I, in Leipzig, 1885 von Philipp Spitta herausgegeben. Arnold Schering entdeckte die anderen Stimmen 1908 in der Dübensammlung der Bibliothek der Universität Uppsala. Vom Eingangschor ist nur die Basso-Continuo-Stimme erhalten, eine Posaunenstimme in Intermedium V. fehlt. Diese Noten müssen als endgültig verschollen betrachtet werden. Schering veröffentlichte die Historia in Band XVII der Werkausgabe.

## Besetzung und Musik
Das Werk ist gesetzt für Solisten und bis zu sechsstimmigen Chor (SSATTB) und Orchester (je zwei Violinen, zwei Gamben, zwei Blockflöten, zwei Trompeten, zwei Posaunen und Basso continuo).  Die Aufführungsdauer ist ungefähr 35 Minuten. Kritische Ausgaben existieren vom Bärenreiter-Verlag, vom Carus-Verlag und von Novello & Co. Die Herausgeber haben jeweils durch Neukomposition die Stimmen des fehlenden Eingangschors und die Posaunenstimme in Intermedium V. ergänzt.
Der Evangelist singt im Secco-Rezitativ im dramatischen italienischen Stil, in dem Schütz einzelne Worte betont und durch häufige Modulation das Geschehen verdeutlicht. Der Engel wird von einem Sopran gesungen, den zwei Geigen begleiten, Blockflöten charakterisieren die Hirten. Herodes wird von Trompeten begleitet, die im Kontrast zu den Geigen der Engel für die weltliche Macht stehen.